# Ełła Diehl
Ełła Diehl (ur. 5 sierpnia 1978 w Samarze, ZSRR) – rosyjska badmintonistka. Uczestniczka Letnich Igrzysk Olimpijskich 2008.